# The Pillow Book
The Pillow Book is een Britse dramafilm uit 1996 onder regie van Peter Greenaway.

## Verhaal
Op haar verjaardag kalligrafeerde Nagiko's vader altijd een felicitatie op haar gelaat. Vervolgens las haar tante voor uit Het hoofdkussenboek. Dat is het dagboek van de tiende-eeuwse Japanse courtisane Sei Shōnagon. Die gebeurtenissen inspireren de volwassen Nagiko ertoe om zelf een dagboek bij te houden.

## Rolverdeling
| Acteur         | Personage |
| -------------- | --------- |
| Ewan McGregor  | Jerome    |
| Vivian Wu      | Nagiko    |
| Yoshi Oida     | Uitgever  |
| Hideko Yoshida | Tante     |
| Judy Ongg      | Moeder    |
| Ken Ogata      | Vader     |